# Morris Day
Pour les articles homonymes, voir Day.
Morris E. Day, né le 13 décembre 1957 à Springfield (Illinois) est un chanteur, auteur-compositeur-interprète, musicien et acteur américain. 
Il est surtout connu pour être le chanteur principal du groupe The Time.

## Biographie
Morris Eugene Day, est né le 13 décembre 1957 à Spingfield, dans l'Illinois, aux États-Unis. Il devient musicien et acteur. Plus tard, il rencontre le musicien Prince (1958 - 2016) et devient son associé dans le groupe The Revolution (autrefois Prince & The Revolution). En tant qu'acteur, il est surtout connu pour son role dans Purple Rain. En 2016, Prince meurt d'une overdose de médicaments, Day restera très marqué par son décès. Day participera à l'hommage de Prince avec des musiciens comme Stevie Wonder, Chaka Khan et d'autres.

## Discographie
Albums
- The Time (1981) (avec The Time)
- What Time Is It? (1982, avec The Time)
- Color of Success (1985)
- Daydreaming (1987)
- Guaranteed (1992)
- It's About Time (2004)
- Condensate (2011, avec The Time[4])